# جيمس إف. دوهامل
جيمس إف. دوهامل هو سياسي أمريكي، ولد في 5 أغسطس 1858، وتوفي في 27 أكتوبر 1947. نشط حزبياً في الحزب الديمقراطي. وقد انتخب عضو مجلس ولاية نيويورك ‏.